# ジャレッド・カーター
ジャレッド・カーター（Jared Carter、1986年9月20日 - ）は、アメリカ合衆国カリフォルニア州出身のプロバスケットボール選手である。bjリーグのバンビシャス奈良に所属。ポジションはセンター。

## 来歴
スコット高校を経て、2009年にケンタッキー大学を卒業しプロ入り。
PBL時代には、2010年にAll-Rookie Team、2011年にAll-Defence Teamに選ばれた経験を持つ。
2012年8月、前年に創設された東京サンレーヴスに移籍。bjリーグ2012-2013シーズンはリーグ3位となる平均2.2本のブロックショットを記録した。身長216cmはチーム最長身だった。同シーズン終了後に退団した。
東京退団後、2013-14シーズンはスペインのClub Ourense Baloncesto SADに所属。
2014年9月、バンビシャス奈良に加入した。50試合に出場した。